# Ordinary±
『Ordinary±』（オーディナリープラスマイナス）は、高橋慶太郎による日本の漫画作品。1997年から1998年の東京を主舞台にするガンアクション漫画。

## 概要
著者である高橋慶太郎は、同人活動をする傍ら、講談社『アフタヌーン』主催の「四季賞」への2度目の応募（2000年秋の賞）で準入選を果たし、プロの漫画家（またはゲームのグラフィッカー）になるための修練を重ねていた。その約1年半弱後、受賞作と同じ名前の本作「Ordinary±」が2002年『アフタヌーンシーズン増刊』11号（講談社）に掲載されデビューを果たす。しかし、本誌は同年の14号で休刊し、「Ordinary±」の掲載話数はわずか4話に留まった。
その後、2004年12月25日発売の『月刊アフタヌーン』2005年2月号（講談社）にて、本編前日譚と位置付けられる「Ordinary±梟-オウル-」（オウル）編が読み切りで掲載された。
2007年11月19日、「オウル編」を除いた4話＋書き下ろしエピローグで構成された単行本（全1巻）が、出版社を改めて小学館のサンデーGXコミックスより発売される。「オウル編」は『月刊サンデージェネックス』2008年1月号（小学館）にて別冊付録として収録された。

## 物語
―――私は、道具。
超巨大複合学園、国立西東京総合学園1年15組女子生徒、的場 伊万里・16歳。低身長、左利き、ショートカット、無口、イジめられっ子。
彼女は勉学から遠く離れた「任務」を課せられており、そして、それから逃れ得ない境遇にあった。その「任務」とは、非合法行為を行う学園生徒および関係者を、「銃と弾丸」で消去すること。
ジェムテックのサプレッサーを装着したベレッタ 92をメインウェポンに、伊万里は職業兇手（ヒットマン）として、学園を、街を、疾り続ける。

### 各話概要
第1話「Ordinary±」
愛していた妻の遺体の臓器を、私腹を肥やすためだけに売買された、ある男の長きに渡る復讐の結末。
第2話「ニルヴァーナ（前編）」
拳銃密輸団「春節」の売り手に対するミッションと、伊万里の学校生活の物語。
第3話「ニルヴァーナ（後編）」
拳銃密輸団「春節」の企画者（プランナー）らに対するミッション。
第4話「vector A・B」
「春節」のコネクションを潰された男が、伊万里にヒットマンを差し向ける、迎撃戦ミッション。
エピローグ
公園で食事を取る伊万里。そこでは高校生達によるサラリーマンを狙った蛮行が…。
単行本化に際して書き下ろされた、いわゆる『第1部完』にあたる『アフタヌーン版』エピローグ。
読み切り『Ordinary±梟-オウル-』（オウル編）
上記4話の前日憚。学園に入学する直前の伊万里の物語。その過去にも言及。

## 登場人物
的場 伊万里（まとば いまり）
主人公。『文部省教育施設特査』の職業兇手(ヒットマン)。16歳。小柄な少女で、同級生からは「小学生」「座敷童子」などと呼ばれバカにされている。無口で友達がおらず、美濃から教わった日本語がおかしいこともあって、八つ当たりでリンチされたり、机にラクガキをされたりといじめをうけている。任務時はサプレッサー付きのベレッタ 92やMP5Kなどを使用し、制服のときは白手袋、私服のときは黒手袋をつける。免許を所持しているかは不明だが、運転もしており、スクーターから大型セダンまで乗りこなしている。「オウル」編にて、李閃の口から中華圏の出身である事が明らかにされ、また同時に「オウル（梟）」と呼ばれ、殺し屋として育成されていたところを、仙崎らに引き抜かれた事が明らかになる。
美濃 芳野（みのう よしの）
闇医者。伊万里の数少ない友達。杉並区荻窪に在住。仕事柄か、自宅マンションには監視カメラをつけている。愛車はトヨタ・マークIIで、伊万里も使用している。『ガラム』を愛飲する喫煙者で、関西弁を使う。物語開始以前（1年前とされる）に拳銃密輸団『春節』に殺されかけた伊万里を治療した経緯がある。
州央（すおう）
伊万里と仙崎との間で暗躍する連絡員兼コントローラー。挑発するような物言いをして、的場をからかう。荒事は基本的に担当しないが、ペキチェフを日本に呼んだCIA工作員を騙し討ちで爆殺したことがある。
仙崎 時光（せんざき ときみつ）
顔を見せない謎の男。物語中、一貫して声のみの登場である。伊万里の直属指揮要員であり、自分のテリトリーたる学校を守ることに傾注している。
籾畑先生（もみはたせんせい）
初老の教師。下の名前は不明。愛称は「モーミン」。担当教科は政経。普段は生徒たちにも温厚なベテラン教師であるが、その裏では妻の死を弄んだ吉田への復讐を計画していた。利害が一致した友人の香港マフィア『香港15K』頭目に王美棕を貸し出され、計画を実行に移そうとする。美棕からは「老師」と呼ばれる。
王 美棕（ウァン・メイヅゥン）
伊万里の学校に潜入した『香港15K』の職業兇手である少女スナイパー。学校では川口 弥生（かわぐち やよい）と名乗る。ステアーAUGを使用。
吉田 国広（よしだ くにひろ）
文部省の大臣官房所属の官僚。影で臓器売買に関与しており、その時のトラブルで『香港15K』と籾畑両方に憎まれている。
和田 晴花（わだ せいか）
高校生による銃器秘匿輸送グループのリーダー。父親がヤクザで銃器の密売者。台湾マフィア『台湾黒道』と組んで拳銃密売団『春節』を結成する。照準器・銃床付きの特殊なトカレフTT-33を使用。
甲田 明弘（こうだ あきひろ）
銃器秘匿輸送グループの幹部。晴花とは幼馴染。
雨村 謙二（あめむら けんじ）
銃器秘匿輸送グループの幹部。バイク乗りで、イングラムM11で武装している。
遠藤 涼子（えんどう りょうこ）
和田、甲田、雨村の友人で、第二バスケ部の仲間。1人だけ組織に誘われることが無かった。伊万里をイジメていた1人だが、性根はそれほど悪くなく、伊万里にも善良な性分と判断されている。
ミハイル・ムルソー・ペキチェフ
通称ペコ。スロバキア人の元SVD隊員。過剰な程に多種の銃器で武装するCIAのヒットマン。作中でも2丁のパラオーディナンス P14やグロック17、S&W M66などを使用している。匂いに敏感で、香水の銘柄だけを頼りに伊万里を探し当ててみせた。
アルバ
ペコの依頼人。フランス系アメリカ人。CIA工作員だが、個人的に『春節』に関わり、拳銃密売組織を構成していた。
李 閃（リ・シアン）
依頼を受けて西東京総合学園の女子生徒を殺そうとする中国からの暗殺者。「近づいてくれるな、遠くで轟いていてくれ」という意味で春雷と呼ばれ恐れられる凄腕。学生から奪った制服を着て学園に潜入する。伊万里と同じく職業兇手として育てられており、中華圏時代の伊万里を知っている。作中では暴力団から強奪した2丁のモーゼルM712で武装。
椹 京子（さわら きょうこ）
李の標的となった女子生徒。ブラスバンド部。

## Ordinary±梟-オウル-
『Ordinary±梟-オウル-』（オーディナリープラスマイナスオウル）は、『Ordinary±』の前日譚として、2005年2月号の『月刊アフタヌーン』（講談社）に読み切りで掲載された。いわゆる「オウル編」である。
その後、出版社を小学館に移しての「Ordinary±」単行本化の際に、『月刊サンデージェネックス』2008年1月号（小学館）の付録にて再掲された。この付録の巻末には、著者の50の質問や回答などが掲載されている。単行本「Ordinary±」にオウル編は収録されていない。

### あらすじ
――――私は逃げる。
人気のなくなった学園内で、1人の『女子学生』のために殺し屋同士の銃撃戦や肉弾戦が繰り広げられる。
椹 京子は中華圏の殺し屋、李閃（リ・シュアン）のターゲット。
少女を守り、学校に仇なすその殺し屋を狩るのが的場伊万里――かつて梟(オウル)と呼ばれた凄腕殺し屋――の仕事。
伊万里はその過去、そして今の飼われる立場から逃げきることができるのか。

## 書籍
- 『Ordinary±』（2007年11月19日発売、サンデーGXコミックス）ISBN 4-09-157114-X
  - 単行本初版の帯の推薦文は、ゲーム会社TYPE-MOONの代表取締役兼キャラクターデザイナーである武内崇。文章だけでなく、武内が描いた伊万里の絵もあった。